# Thomas Worthington
Thomas Worthington foi um político estadunidense de Ohio, exercendo como governador desse estado.